# Lijst van rijksmonumenten in Utrecht (stad)/Nieuwegracht
De stad Utrecht telt in totaal 1.402 inschrijvingen in het rijksmonumentenregister, de Nieuwegracht in het centrum telt 102 rijksmonumenten. Hieronder een overzicht.
| Object | Oorspronkelijke functie?  | Bouwjaar                                        | Architect | Locatie            | Coördinaten?                | Nr.?   | Afbeelding                                                                                         |
| --- | ------------------------- | ----------------------------------------------- | --------- | ------------------ | --------------------------- | ------ | -------------------------------------------------------------------------------------------------- |
| Pand met lijstgevel | Werk-woonhuis             | 18e eeuw                                        |           | Nieuwegracht 1     | 52° 5' 23" NB, 5° 7' 25" OL | 36382  | Meer afbeeldingen                                                                                  |
| Pand met lijstgevel | Werk-woonhuis             | 18e eeuw                                        |           | Nieuwegracht 3     | 52° 5' 23" NB, 5° 7' 25" OL | 36383  | Meer afbeeldingen                                                                                  |
| Pand lijstgevel | Werk-woonhuis             | 18e eeuw                                        |           | Nieuwegracht 5     | 52° 5' 23" NB, 5° 7' 25" OL | 36384  | Meer afbeeldingen                                                                                  |
| Hofpoort | Bestuursgebouw en onderdl |                                                 |           | Nieuwegracht bij 5 | 52° 5' 23" NB, 5° 7' 26" OL | 36385  | Meer afbeeldingen                                                                                  |
| Pand met lijstgevel met natuurstenen blokken op de hoeken                                                                                | Werk-woonhuis             | 1660                                            |           | Nieuwegracht 11    | 52° 5' 22" NB, 5° 7' 25" OL | 36386  | Meer afbeeldingen                                                                                  |
| Pand met lijstgevel, gebeeldhouwde deurpartij                                                                                            | Werk-woonhuis             | 18e eeuw                                        |           | Nieuwegracht 13    | 52° 5' 22" NB, 5° 7' 25" OL | 36387  | Meer afbeeldingen                                                                                  |
| Pand met door gelobde boog bekroonde gevel met rondvenster                                                                               | Werk-woonhuis             | ca. 1725                                        |           | Nieuwegracht 15    | 52° 5' 22" NB, 5° 7' 25" OL | 36388  | Meer afbeeldingen                                                                                  |
| Pand met door gelobde boog bekroonde gevel met rondvenster                                                                               | Werk-woonhuis             | ca. 1725                                        |           | Nieuwegracht 17    | 52° 5' 22" NB, 5° 7' 25" OL | 36389  | Meer afbeeldingen                                                                                  |
| Pand met gepleisterde gevel, getande kroonlijst, eind                                                                                    | Werk-woonhuis             | eind 18e eeuw                                   |           | Nieuwegracht 19    | 52° 5' 21" NB, 5° 7' 26" OL | 36390  | Meer afbeeldingen                                                                                  |
| Pand met gepleisterde gevel, getande kroonlijst, eind                                                                                    | Werk-woonhuis             | eind 18e eeuw                                   |           | Nieuwegracht 21    | 52° 5' 21" NB, 5° 7' 26" OL | 36391  | Meer afbeeldingen                                                                                  |
| Pand met gepleisterde lijstgevel | Werk-woonhuis             | 19e eeuw                                        |           | Nieuwegracht 23    | 52° 5' 21" NB, 5° 7' 26" OL | 36392  | Meer afbeeldingen                                                                                  |
| Pand met lijstgevel, 6 ramen breed | Appartementengebouw       | 17e eeuw                                        |           | Nieuwegracht 27    | 52° 5' 20" NB, 5° 7' 26" OL | 36393  | Meer afbeeldingen                                                                                  |
| Huis met rechte kroonlijst | Werk-woonhuis             | 18e eeuw                                        |           | Nieuwegracht 29    | 52° 5' 20" NB, 5° 7' 27" OL | 36394  | Meer afbeeldingen                                                                                  |
| Pand met lijstgevel | Woonhuis                  | tweede helft 19e eeuw                           |           | Nieuwegracht 31    | 52° 5' 20" NB, 5° 7' 27" OL | 36395  | Meer afbeeldingen                                                                                  |
| Pand met lijstgevel | Werk-woonhuis             | tweede helft 19e eeuw                           |           | Nieuwegracht 33    | 52° 5' 19" NB, 5° 7' 27" OL | 36396  | Meer afbeeldingen                                                                                  |
| Pand met gepleisterde lijstgevel van oudere oorsprong met kenmerken                                                                      | Werk-woonhuis             | 19e eeuw (oorsprong)                            |           | Nieuwegracht 35    | 52° 5' 19" NB, 5° 7' 27" OL | 36397  | Meer afbeeldingen                                                                                  |
| Pand met pilastergevel met fraaie friezen en beeldhouwwerk                                                                               | Werk-woonhuis             | 17e eeuw                                        |           | Nieuwegracht 37    | 52° 5' 19" NB, 5° 7' 27" OL | 36398  | Meer afbeeldingen                                                                                  |
| Pand met trapgevel en lijstgevel | Werk-woonhuis             | 17e/16e eeuw                                    |           | Nieuwegracht 39    | 52° 5' 19" NB, 5° 7' 27" OL | 36399  | Meer afbeeldingen                                                                                  |
| Statig herenhuis, 6 ramen breed rechte kroonlijst, zadeldak                                                                              | Werk-woonhuis             | 19e eeuw                                        |           | Nieuwegracht 41    | 52° 5' 18" NB, 5° 7' 27" OL | 36400  | Meer afbeeldingen                                                                                  |
| Pand met gepleisterde lijstgevel | Werk-woonhuis             | 19e eeuw                                        |           | Nieuwegracht 43    | 52° 5' 18" NB, 5° 7' 28" OL | 36401  | Meer afbeeldingen                                                                                  |
| Pand met lijstgevel met consoles onder kroonlijst en gebeeldhouwde deuromlijsting, aanvang xviii, hek                                    | Werk-woonhuis             | aanvang 18e eeuw                                |           | Nieuwegracht 45    | 52° 5' 18" NB, 5° 7' 28" OL | 36402  | Meer afbeeldingen                                                                                  |
| Pand met gepleisterde lijstgevel | Werk-woonhuis             | 18e eeuw                                        |           | Nieuwegracht 47    | 52° 5' 18" NB, 5° 7' 28" OL | 36403  | Meer afbeeldingen                                                                                  |
| Pand met gepleisterde lijstgevel, gemoderniseerde onderpui                                                                               | Woonhuis                  |                                                 |           | Nieuwegracht 49    | 52° 5' 17" NB, 5° 7' 28" OL | 36404  | Meer afbeeldingen                                                                                  |
| Statig herenhuis, lijstgevel met consoles en gebeeldhouwde deuromlijsting                                                                | Werk-woonhuis             | 18e eeuw                                        |           | Nieuwegracht 51    | 52° 5' 18" NB, 5° 7' 29" OL | 36405  | Meer afbeeldingen                                                                                  |
| Pand met lijstgevel met consoles | Werk-woonhuis             | 18e eeuw                                        |           | Nieuwegracht 53    | 52° 5' 17" NB, 5° 7' 29" OL | 36406  | Meer afbeeldingen                                                                                  |
| Pand met lijstgevel | Werk-woonhuis             | 18e eeuw                                        |           | Nieuwegracht 57    | 52° 5' 17" NB, 5° 7' 29" OL | 36407  | Meer afbeeldingen                                                                                  |
| Pand met lijstgevel | Appartementengebouw       | 18e eeuw                                        |           | Nieuwegracht 59    | 52° 5' 17" NB, 5° 7' 29" OL | 36408  | Meer afbeeldingen                                                                                  |
| Statig herenhuis, hoge gevel met rechte kroonlijst, versierde middenpartij: Sint Bonifaciushuis; voor 1898 aartsbisschoppelijk paleis    | Werk-woonhuis             | 18e eeuw                                        |           | Nieuwegracht 61    | 52° 5' 16" NB, 5° 7' 30" OL | 36409  | Meer afbeeldingen                                                                                  |
| Catharijnegasthuis (Utrecht) | Klooster, kloosteronderdl | 17e eeuw                                        |           | Nieuwegracht 63    | 52° 5' 16" NB, 5° 7' 30" OL | 36410  | Meer afbeeldingen                                                                                  |
| Pand met gevel met rechte kroonlijst, zadeldak; Sint Martinushuis                                                                        | Werk-woonhuis             | 17e eeuw                                        |           | Nieuwegracht 65    | 52° 5' 15" NB, 5° 7' 31" OL | 36411  | Meer afbeeldingen                                                                                  |
| Gesausd dwarshuis | Werk-woonhuis             | 16e eeuw                                        |           | Nieuwegracht 67    | 52° 5' 15" NB, 5° 7' 31" OL | 36412  | Meer afbeeldingen                                                                                  |
| Gepleisterd hoekhuis | Werk-woonhuis             | tweede helft 19e eeuw                           |           | Nieuwegracht 69A   | 52° 5' 15" NB, 5° 7' 31" OL | 36413  | Meer afbeeldingen                                                                                  |
| Pand met lijstgevel | Werk-woonhuis             | 17e eeuw                                        |           | Nieuwegracht 73    | 52° 5' 14" NB, 5° 7' 32" OL | 36414  | Meer afbeeldingen                                                                                  |
| Pand met lijstgevel | Werk-woonhuis             | 18e eeuw                                        |           | Nieuwegracht 73Bis | 52° 5' 14" NB, 5° 7' 32" OL | 36415  | Meer afbeeldingen                                                                                  |
| Pand met lijstgevel | Werk-woonhuis             | 19e eeuw                                        |           | Nieuwegracht 75    | 52° 5' 14" NB, 5° 7' 33" OL | 36416  | Meer afbeeldingen                                                                                  |
| Pand met lijstgevel | Werk-woonhuis             | 19e eeuw                                        |           | Nieuwegracht 77    | 52° 5' 13" NB, 5° 7' 32" OL | 36417  | Meer afbeeldingen                                                                                  |
| Pand met gepleisterde lijstgevel | Werk-woonhuis             | 18e eeuw                                        |           | Nieuwegracht 79    | 52° 5' 13" NB, 5° 7' 33" OL | 36418  | Meer afbeeldingen                                                                                  |
| Pand met trapgevel met muurankers | Werk-woonhuis             | 17e eeuw                                        |           | Nieuwegracht 81    | 52° 5' 13" NB, 5° 7' 33" OL | 36419  | Meer afbeeldingen                                                                                  |
| Pand met lijstgevel, gepleisterd | Woonhuis                  | 19e eeuw en ouder                               |           | Nieuwegracht 83    | 52° 5' 13" NB, 5° 7' 33" OL | 36420  | Meer afbeeldingen                                                                                  |
| Pand met lijstgevel gepleisterd | Werk-woonhuis             | 19e eeuw en ouder                               |           | Nieuwegracht 85    | 52° 5' 13" NB, 5° 7' 33" OL | 36421  | Meer afbeeldingen                                                                                  |
| Pand met lijstgevel | Woonhuis                  | 19e eeuw                                        |           | Nieuwegracht 119   | 52° 5' 12" NB, 5° 7' 34" OL | 36422  | Meer afbeeldingen                                                                                  |
| Pand met lijstgevel, aanvang | Woonhuis                  | begin 19e eeuw                                  |           | Nieuwegracht 121   | 52° 5' 12" NB, 5° 7' 34" OL | 36423  | Meer afbeeldingen                                                                                  |
| Pand met lijstgevel | Woonhuis                  | tweede helft 19e eeuw                           |           | Nieuwegracht 125   | 52° 5' 12" NB, 5° 7' 34" OL | 36424  | Meer afbeeldingen                                                                                  |
| Pand met lijstgevel | Werk-woonhuis             | 19e eeuw                                        |           | Nieuwegracht 125A  | 52° 5' 12" NB, 5° 7' 34" OL | 36425  | Meer afbeeldingen                                                                                  |
| Pand met statige lijstgevel, zes ramen breed, raam boven deur uitgebouwd                                                                 | Werk-woonhuis             | 18e eeuw                                        |           | Nieuwegracht 137   | 52° 5' 11" NB, 5° 7' 35" OL | 36426  | Meer afbeeldingen                                                                                  |
| Pand met trapgevel | Woonhuis                  | 17e eeuw                                        |           | Nieuwegracht 145   | 52° 5' 9" NB, 5° 7' 36" OL  | 36427  | Meer afbeeldingen                                                                                  |
| Laag huis met lijstgevel | Woonhuis                  |                                                 |           | Nieuwegracht 147   | 52° 5' 9" NB, 5° 7' 36" OL  | 36428  | Meer afbeeldingen                                                                                  |
| Pand met getande kroonlijst | Werk-woonhuis             |                                                 |           | Nieuwegracht 149   | 52° 5' 9" NB, 5° 7' 36" OL  | 36429  | Meer afbeeldingen                                                                                  |
| Pand met lijstgevel gepleisterd | Werk-woonhuis             | 19e eeuw                                        |           | Nieuwegracht 151   | 52° 5' 9" NB, 5° 7' 36" OL  | 36430  | Meer afbeeldingen                                                                                  |
| Pand met lijstgevel gepleisterd | Werk-woonhuis             | 19e eeuw                                        |           | Nieuwegracht 153   | 52° 5' 9" NB, 5° 7' 36" OL  | 36431  | Meer afbeeldingen                                                                                  |
| Pand met lijstgevel gepleisterd | Werk-woonhuis             | 19e eeuw                                        |           | Nieuwegracht 157   | 52° 5' 9" NB, 5° 7' 36" OL  | 36432  | Meer afbeeldingen                                                                                  |
| Pand met lijstgevel gepleisterd met zadeldak                                                                                             | Werk-woonhuis             | 17e eeuw                                        |           | Nieuwegracht 159   | 52° 5' 8" NB, 5° 7' 36" OL  | 36433  | Meer afbeeldingen                                                                                  |
| Pand met lijstgevel gepleisterd | Werk-woonhuis             | 19e eeuw                                        |           | Nieuwegracht 161   | 52° 5' 8" NB, 5° 7' 37" OL  | 36434  | Meer afbeeldingen                                                                                  |
| Pand met lijstgevel | Werk-woonhuis             | 19e eeuw                                        |           | Nieuwegracht 163   | 52° 5' 8" NB, 5° 7' 37" OL  | 36435  | Meer afbeeldingen                                                                                  |
| Pand met gevel met getande kroonlijst | Werk-woonhuis             | 18e eeuw                                        |           | Nieuwegracht 165   | 52° 5' 8" NB, 5° 7' 37" OL  | 36436  | Meer afbeeldingen                                                                                  |
| Oude Hortus, onderdeel van | Woonhuis                  | midden 18e eeuw                                 |           | Nieuwegracht 181   | 52° 5' 7" NB, 5° 7' 37" OL  | 36437  | Meer afbeeldingen                                                                                  |
| Statig herenhuis, 5 ramen breed, zadeldak                                                                                                | Werk-woonhuis             | 18e eeuw                                        |           | Nieuwegracht 187   | 52° 5' 6" NB, 5° 7' 38" OL  | 36438  | Meer afbeeldingen                                                                                  |
| Pand met lijstgevel | Werk-woonhuis             | 18e eeuw                                        |           | Nieuwegracht 189   | 52° 5' 6" NB, 5° 7' 38" OL  | 36439  | Meer afbeeldingen                                                                                  |
| Pand met lijstgevel | Woonhuis                  | 18e eeuw                                        |           | Nieuwegracht 191   | 52° 5' 6" NB, 5° 7' 38" OL  | 36440  | Meer afbeeldingen                                                                                  |
| Pand met lijstgevel, eind | Werk-woonhuis             | eind 19e eeuw                                   |           | Nieuwegracht 199   | 52° 5' 5" NB, 5° 7' 38" OL  | 36441  | Meer afbeeldingen                                                                                  |
| Pand met neoclassieke gevel in zijn geheel door tympanon bekroond                                                                        | Werk-woonhuis             |                                                 |           | Nieuwegracht 201   | 52° 5' 5" NB, 5° 7' 37" OL  | 36442  | Meer afbeeldingen                                                                                  |
| Pand met lijstgevel met ramen met afgeronde hoeken                                                                                       | Werk-woonhuis             | tweede helft 19e eeuw                           |           | Nieuwegracht 203   | 52° 5' 4" NB, 5° 7' 38" OL  | 36443  | Meer afbeeldingen                                                                                  |
| Pand met gevel met getande kroonlijst | Woonhuis                  | 19e eeuw (herbouwd)                             |           | Nieuwegracht 2     | 52° 5' 24" NB, 5° 7' 27" OL | 36444  | Meer afbeeldingen                                                                                  |
| Pand met lijstgevel | Werk-woonhuis             | 19e eeuw                                        |           | Nieuwegracht 4     | 52° 5' 24" NB, 5° 7' 27" OL | 36445  | Meer afbeeldingen                                                                                  |
| Statig gepleisterd herenhuis met vooruitspringende middenpartij op zuilen                                                                | Werk-woonhuis             | 17e/18e eeuw                                    |           | Nieuwegracht 6     | 52° 5' 23" NB, 5° 7' 28" OL | 36446  | Meer afbeeldingen                                                                                  |
| Pand met gepleisterde lijstgevel met originele onderpui, maskers in de kroonlijst 17e eeuw                                               | Werk-woonhuis             | 17e eeuw                                        |           | Nieuwegracht 10    | 52° 5' 23" NB, 5° 7' 27" OL | 36447  | Meer afbeeldingen                                                                                  |
| Maltezerhuis | Woonhuis                  | 18e eeuw                                        |           | Nieuwegracht 14    | 52° 5' 22" NB, 5° 7' 28" OL | 36448  | Meer afbeeldingen                                                                                  |
| Pand met lijstgevel aanvang | Werk-woonhuis             | begin 19e eeuw                                  |           | Nieuwegracht 16    | 52° 5' 22" NB, 5° 7' 27" OL | 36449  | Meer afbeeldingen                                                                                  |
| Pand met gevel met rechte kroonlijst en accoladen, ontlastingsbogen, natuurstenen banden en blokken                                      | Werk-woonhuis             | 17e eeuw                                        |           | Nieuwegracht 18    | 52° 5' 22" NB, 5° 7' 28" OL | 36450  | Meer afbeeldingen                                                                                  |
| Huis Loenersloot | Werk-woonhuis             | 15e eeuw                                        |           | Nieuwegracht 20    | 52° 5' 21" NB, 5° 7' 28" OL | 36451  | Meer afbeeldingen                                                                                  |
| Pand met gepleisterde lijstgevel | Werk-woonhuis             |                                                 |           | Nieuwegracht 22    | 52° 5' 21" NB, 5° 7' 28" OL | 36452  | Meer afbeeldingen                                                                                  |
| Pand met lijstgevel, versierd met natuurstenen blokken, twee leeuwenmaskers en een vlakke wapensteen                                     | Werk-woonhuis             | 17e eeuw                                        |           | Nieuwegracht 22A   | 52° 5' 21" NB, 5° 7' 28" OL | 36453  | Meer afbeeldingen                                                                                  |
| Pand met gepleisterde lijstgevel, ramen met ronde hoeken 'vanouds in den engelenzang', mogelijk ouder huis aanwezig                      | Werk-woonhuis             | 19e eeuw                                        |           | Nieuwegracht 26    | 52° 5' 20" NB, 5° 7' 29" OL | 36454  | Meer afbeeldingen                                                                                  |
| Pand met lijstgevel | Werk-woonhuis             | 19e eeuw                                        |           | Nieuwegracht 28    | 52° 5' 20" NB, 5° 7' 29" OL | 36455  | Meer afbeeldingen                                                                                  |
| Pand met statige hardstenen lijstgevel met ijzeren ornamentversiering aan de daklijst                                                    | Werk-woonhuis             | midden 19e eeuw                                 |           | Nieuwegracht 32    | 52° 5' 19" NB, 5° 7' 30" OL | 36456  | Meer afbeeldingen                                                                                  |
| Pand met lijstgevel, zadeldak | Woonhuis                  | 16e eeuw                                        |           | Nieuwegracht 34    | 52° 5' 19" NB, 5° 7' 30" OL | 36457  | Meer afbeeldingen                                                                                  |
| Statig herenhuis, rechte kroonlijst, geheel zandstenen gevel                                                                             | Werk-woonhuis             | midden 19e eeuw                                 |           | Nieuwegracht 36    | 52° 5' 19" NB, 5° 7' 30" OL | 36458  | Meer afbeeldingen                                                                                  |
| Pand, dat zijn monumentale waarde uitsluitend ontleend aan het voor- en achterhuis, alsmede de werfkelder                                | Woonhuis                  | vroeg 17e eeuw (voorhuis) 18e eeuw (achterhuis) |           | Nieuwegracht 38    | 52° 5' 18" NB, 5° 7' 31" OL | 36459  | Meer afbeeldingen                                                                                  |
| Pand met tussenlid met keuken, gang en een tweede trappehuis, voorhuis en achterhuis                                                     | Woonhuis                  | 16e eeuw en later                               |           | Nieuwegracht 40    | 52° 5' 18" NB, 5° 7' 31" OL | 36460  | Meer afbeeldingen                                                                                  |
| Pand, dat zijn monumentale waarde uitsluitend ontleent aan de voor- en achterkamer met entree, gang en keuken, alsmede aan de werfkelder | Woonhuis                  | middeleeuwen en later                           |           | Nieuwegracht 42    | 52° 5' 18" NB, 5° 7' 31" OL | 36461  | Meer afbeeldingen                                                                                  |
| Statig herenhuis met rechte kroonlijst gepleisterd                                                                                       | Werk-woonhuis             | begin 18e eeuw                                  |           | Nieuwegracht 44    | 52° 5' 17" NB, 5° 7' 31" OL | 36462  | Meer afbeeldingen                                                                                  |
| Pand met gepleisterde gevel en rechte kroonlijst, onder een dak met het nummer 44                                                        | Werk-woonhuis             |                                                 |           | Nieuwegracht 46    | 52° 5' 17" NB, 5° 7' 32" OL | 36463  | Meer afbeeldingen                                                                                  |
| Pand met lijstgevel met zadeldak | Werk-woonhuis             | 17e eeuw                                        |           | Nieuwegracht 48    | 52° 5' 17" NB, 5° 7' 32" OL | 36464  | Meer afbeeldingen                                                                                  |
| Pand met gepleisterde lijstgevel met zadeldak                                                                                            | Werk-woonhuis             | 17e eeuw                                        |           | Nieuwegracht 52    | 52° 5' 17" NB, 5° 7' 32" OL | 36465  | Meer afbeeldingen                                                                                  |
| Pand met lijstgevel met schilddak | Werk-woonhuis             | begin 18e eeuw                                  |           | Nieuwegracht 54    | 52° 5' 17" NB, 5° 7' 33" OL | 36466  | Meer afbeeldingen                                                                                  |
| Herenhuis gepleisterd, 7 ramen breed, moderne bedaking                                                                                   | Woonhuis                  | eind 18e eeuw                                   |           | Nieuwegracht 56    | 52° 5' 16" NB, 5° 7' 33" OL | 36467  | Meer afbeeldingen                                                                                  |
| Statig herenhuis, pilasters grote orde, ter weerszijden van middenpartij door tympaan gedekt                                             | Werk-woonhuis             | midden 17e eeuw                                 |           | Nieuwegracht 58    | 52° 5' 16" NB, 5° 7' 34" OL | 36468  | Meer afbeeldingen                                                                                  |
| Pand met gepleisterde gevel met rechte kroonlijst in einde der                                                                           | Werk-woonhuis             | 17e eeuw (oorsprong) eind 19e eeuw (verhoogd)   |           | Nieuwegracht 60    | 52° 5' 16" NB, 5° 7' 34" OL | 36469  | Meer afbeeldingen                                                                                  |
| Pand met gepleisterde lijstgevel in aanvang                                                                                              | Werk-woonhuis             | 17e eeuw (oorsprong) 19e eeuw (verbouwd)        |           | Nieuwegracht 62A   | 52° 5' 15" NB, 5° 7' 34" OL | 36470  | Meer afbeeldingen                                                                                  |
| Herenhuis met straathek, rechte kroonlijst                                                                                               | Werk-woonhuis             | tweede helft 17e eeuw                           |           | Nieuwegracht 64    | 52° 5' 15" NB, 5° 7' 35" OL | 36471  | Meer afbeeldingen                                                                                  |
| Pand met lijstgevel | Werk-woonhuis             | 18e eeuw                                        |           | Nieuwegracht 70    | 52° 5' 14" NB, 5° 7' 35" OL | 36472  | Meer afbeeldingen                                                                                  |
| Herenhuis 5 ramen breed, natuurstenen blokken boven vensters xvii, rechte kroonlijst, mansarde dak                                       | Werk-woonhuis             | 17e eeuw                                        |           | Nieuwegracht 68    | 52° 5' 14" NB, 5° 7' 35" OL | 36473  | Herenhuis 5 ramen breed, natuurstenen blokken boven vensters xvii, rechte kroonlijst, mansarde dak |
| Pand met lijstgevel | Werk-woonhuis             | 17e eeuw                                        |           | Nieuwegracht 72    | 52° 5' 14" NB, 5° 7' 35" OL | 36474  | Meer afbeeldingen                                                                                  |
| Pand met lijstgevel | Woonhuis                  | 18e eeuw                                        |           | Nieuwegracht 74    | 52° 5' 14" NB, 5° 7' 35" OL | 36475  | Meer afbeeldingen                                                                                  |
| Pand met lijstgevel | Woonhuis                  | 18e eeuw                                        |           | Nieuwegracht 76    | 52° 5' 14" NB, 5° 7' 35" OL | 36476  | Meer afbeeldingen                                                                                  |
| Pand met lijstgevel | Werk-woonhuis             | 19e eeuw                                        |           | Nieuwegracht 82    | 52° 5' 13" NB, 5° 7' 35" OL | 36477  | Meer afbeeldingen                                                                                  |
| Pand met lijstgevel | Werk-woonhuis             | 19e eeuw                                        |           | Nieuwegracht 84    | 52° 5' 13" NB, 5° 7' 35" OL | 36478  | Meer afbeeldingen                                                                                  |
| Pand met lijstgevel | Woonhuis                  | 19e eeuw                                        |           | Nieuwegracht 86    | 52° 5' 13" NB, 5° 7' 36" OL | 36479  | Meer afbeeldingen                                                                                  |
| Pand met lijstgevel | Werk-woonhuis             | 19e eeuw                                        |           | Nieuwegracht 88    | 52° 5' 13" NB, 5° 7' 36" OL | 36480  | Meer afbeeldingen                                                                                  |
| Statig herenhuis gepleisterd, rechte kroonlijst                                                                                          | Woonhuis                  | vroeg 18e eeuw (bouw) 19e eeuw (verbouwd)       |           | Nieuwegracht 94    | 52° 5' 11" NB, 5° 7' 37" OL | 36481  | Meer afbeeldingen                                                                                  |
| Statig herenhuis | Woonhuis                  | tweede helft 19e eeuw                           |           | Nieuwegracht 98    | 52° 5' 10" NB, 5° 7' 37" OL | 36482  | Meer afbeeldingen                                                                                  |
| Breed huis | Werk-woonhuis             | ca. 1910                                        |           | Nieuwegracht 135   | 52° 5' 11" NB, 5° 7' 35" OL | 450465 | Meer afbeeldingen                                                                                  |